# Antički brodolom kod Hosta (amfore Lamboglia)
Ostatci antičkog brodoloma nalaze se kod otočića Hosta u viškoj uvali, kod grada Vis.

## Opis
Rastresita gomila ulomaka amfora tipa "Lamboglia 2" prekriva veću površinu dna kod otočića Hosta, sjeverno od grada Visa. Datira se u 2. do 1. stoljeće pr. Kr. Dio tereta i drveni ostaci brodske konstrukcije nalaze se pod pijeskom.

## Zaštita
Pod oznakom Z-1 zavedena je kao nepokretno kulturno dobro - pojedinačno, pravna statusa zaštićena kulturnog dobra, klasificirano kao "arheološka baština".